# Umberto Mozzoni
 Umberto Mozzoni  (29. juni 1904 i Buenos Aires i Argentina – 7. november 1983 i Rom) var en af Den katolske kirkes kardinaler. Han var nuntius i Argentina 1958-1969 og i Brasilien 1969-1973.
Han deltog under Det andet Vatikankoncil 1962-1965.
I 1973 blev han kreeret til kardinal af pave Pave Paul 6..
Han deltog ved konklavet august 1978 som valgte pave Pave Johannes Paul 1., og konklavet oktober 1978 som valgte pave Pave Johannes Paul 2..
|  | Artiklen om Umberto Mozzoni kan blive bedre, hvis der indsættes et (bedre) billede Du kan hjælpe ved at afsøge Wikimedia Commons for et passende billede eller uploade et godt billede til Wikimedia Commons iht. de tilladte licenser og indsætte det i artiklen. |